# Lista de bairros de Patos

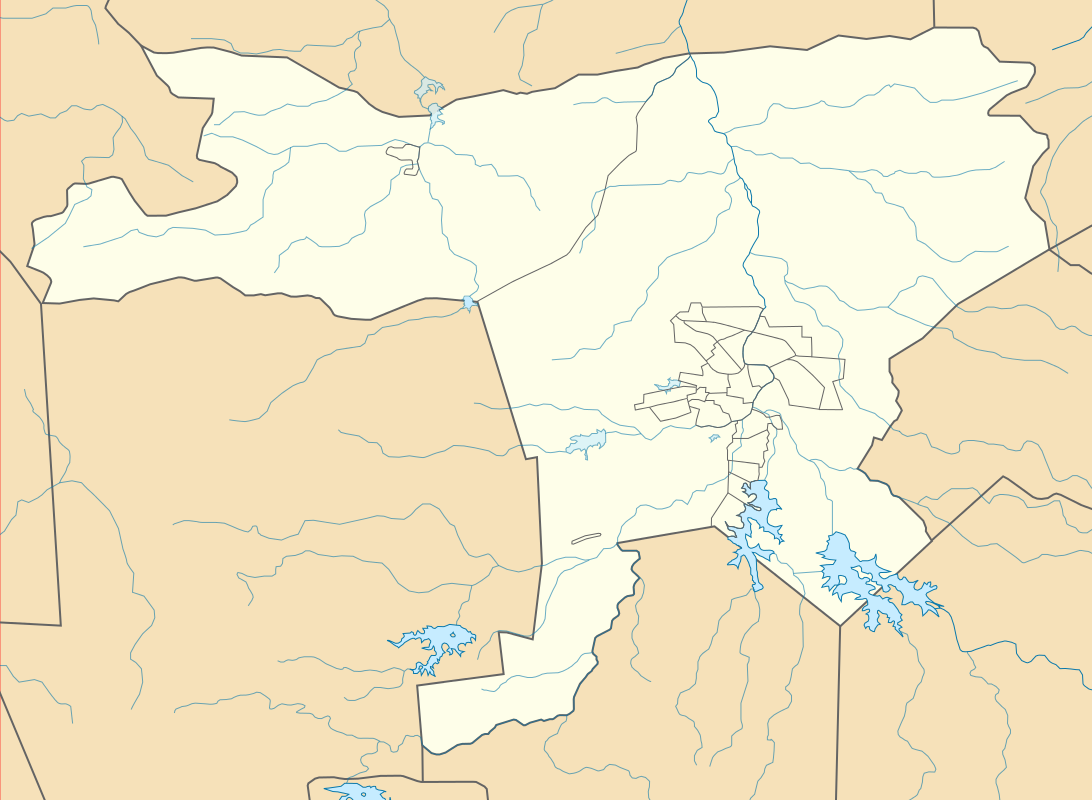
Mapa mostrando o município de Patos e suas divisões.

Patos tem oficialmente 5 regionais, 23 bairros e 1 distrito, de acordo com o rezoneamento realizado pela Prefeitura Municipal.

## Bairros

### Zona Central
Composta pelos bairros: Brasília, Centro e Santo Antônio.

### Zona Norte
Composta pelos bairros: Belo Horizonte, Bela Vista, Distrito Industrial, Jardim Magnólia, Noé Trajano e Novo Horizonte.

### Zona Leste
Composta pelos bairros: Ana Leite, Salgadinho, São Sebastião e Sete Casas.

### Zona Sul
Composta pelos bairros: Alto da Tubiba, Jatobá, Jardim Santa Cecília, Monte Castelo, e Nova Conquista.

### Zona Oeste
Composta pelos bairros: Bivar Olinto, Liberdade, Morada do Sol, Maternidade e Morro

## Distritos
Patos é composta unicamente pelo distrito-sede e o Distrito de Santa Gertrudes.